# Aéroport de Santa Rosa
L'aéroport international Santa Rosa (code IATA : ETR • code OACI : SERO) (communément connu comme aéroport international de Machala) est un aéroport desservant la région métropolitaine de Machala , Santa Rosa, Pasaje, Huaquillas en Équateur. Situé à Santa Rosa, il remplace l'ancien aéroport de Machala, et est conçu pour gérer des vols internationaux vers le Pérou.

## Situation
| \| 100 km1:8 036 000 \|Seymour San Cristóbal Cuenca Esmeraldas Guayaquil Latacunga-Cotopaxi Manta Salinas Machala/Santa Rosa Tulcán Quito Coca Lago Agrio Loja Macas |
| 100 km1:8 036 000 |

## Compagnies aériennes et destinations
| Compagnies   | Destinations                                     |
| ------------ | ------------------------------------------------ |
| Aeroregional | Quito-M. Sucre En saison charter: Balboa, Panama |

Actualisé le 12/12/2023